# Атлас (лунный кратер)
Кратер Атлас (лат. Atlas) — хорошо заметный ударный кратер в северной части видимой стороны Луны, находящийся на юго-востоке от Моря Холода. Название присвоено Джованни Риччиоли в честь мифологического героя Атланта и утверждено Международным астрономическим союзом в 1935 году. Кратер Атлас вместе с кратером Геркулес образует хорошо заметную пару в северо-восточном квадранте Луны. Образование кратера относится к позднеимбрийской эпохе.
Планировалось, что зонд Hakuto-R M1 японской компании ispace. 25 апреля 2023 года прилунится в кратере Атлас и доставит на поверхность Луны два небольших лунохода. Однако, посадочный модуль Hakuto-R не смог совершить мягкую посадку и выйти с Землёй на связь. 26 апреля американский зонд Lunar Reconnaissance Orbiter пролетел над предполагаемым местом жëсткой посадки HAKUTO-R в кратере Атлас и сделал 10 снимков места крушения. На изображении видно как минимум четыре заметных обломка и несколько небольших изменений рельефа (47,581 градуса северной широты, 44,094 градуса восточной долготы).

## Описание кратера
Кратер находится в гористой местности. На западе от него располагается кратер Геркулес; на юге кратеры Эрстед, Цефей и Франклин; на юго-востоке кратеры Шевалье, Шакборо, Гук; на севере кратер Келдыш. На северо-западе к кратеру прилегает сателлитный кратер Атлас E (см.ниже), который представляет собой остатки гораздо более древнего, чем сам Атлас, кратера. Селенографические координаты центра кратера 46°44′ с. ш. 44°23′ в. д. / 46,74° с. ш. 44,38° в. д., диаметр 88,1 км, глубина 2050 м.
Кратер имеет крутой террасовидный внутренний склон, верхняя часть которого обрушилась, образовав острую кромку. Вал кратера полигональной формы, массивный, отдельные пики имеют высоту до 3300 м. Высота вала над дном чаши кратера составляет 2650 м, над окружающей местностью — 800 м, объем кратера приблизительно 7200 км³. Дно чаши кратера неровное, холмистое, с большим альбедо, чем у окружающей местности.

В чаше кратера находится система борозд, названная по имени кратера. В южной и северной части чаши находятся темные пятна, возможно представляющие пирокластические отложения. В северной и северо-восточной части кратера находится множество небольших кратеров с темным гало, возможно, образованных вулканической деятельностью. Место центрального пика занимает циркулярное скопление невысоких холмов высотой до 900 м, которое, возможно, представляет собой остатки центрального кратера. Состав центральных холмов — габбро-норито-троктолитовый анортозит с содержанием плагиоклаза 85-90 % (GNTA1) и анортозитовые габбро (AG). В северном направлении от центра кратера отходит небольшой хребет. Морфология кратера, видимо, объясняется тем, что лава не прорвалась в кратер, а привела к поднятию и растрескиванию дна чаши кратера. Темные пятна, упомянутые выше, возможно, связаны с местами локального прорыва лавы.
На востоке от кратера находится небольшой безымянный кратер с яркой системой лучей, получивший неофициальное название «Компаньон Атласа».

## Кратковременные лунные явления
В кратере Атлас наблюдались кратковременные лунные явления в виде изменения вида тёмных пятен на дне. В частности, о таких явлениях сообщал Генри Пикеринг в 1891 году при наблюдениях с помощью 13-дюймового телескопа в Арекипской обсерватории. Однако следует заметить, что Генри Пикеринг был сторонником паранаучной теории о существовании на Луне органической жизни, и эти взгляды подорвали его репутацию как профессионального астронома.

## Сателлитные кратеры
| Атлас | Координаты                                            | Диаметр, км |
| ----- | ----------------------------------------------------- | ----------- |
| A     | 45°20′ с. ш. 49°34′ в. д. / 45,34° с. ш. 49,56° в. д. | 22,2        |
| D     | 50°24′ с. ш. 49°39′ в. д. / 50,40° с. ш. 49,65° в. д. | 25,8        |
| E     | 48°37′ с. ш. 42°30′ в. д. / 48,61° с. ш. 42,50° в. д. | 58,0        |
| G     | 50°44′ с. ш. 46°28′ в. д. / 50,73° с. ш. 46,47° в. д. | 21,4        |
| L     | 51°20′ с. ш. 48°37′ в. д. / 51,33° с. ш. 48,62° в. д. | 5,4         |
| P     | 49°40′ с. ш. 53°00′ в. д. / 49,66° с. ш. 53,00° в. д. | 26,9        |
| W     | 44°26′ с. ш. 44°13′ в. д. / 44,43° с. ш. 44,22° в. д. | 4,3         |
| X     | 45°07′ с. ш. 45°06′ в. д. / 45,12° с. ш. 45,10° в. д. | 5,0         |

- Сателлитный кратер Атлас А включен в список кратеров с темными радиальными полосами на внутреннем склоне Ассоциации лунной и планетарной астрономии (ALPO)[10].

## Галерея
- Снимок зонда Lunar Orbiter-IV.